# Флавивирус
Флавивирусът (Flavivirus) е таксономичен род на семейство Флавивируси (Flaviviridae). Той включва вируси причинители на заболяванията жълта треска, кърлежов енцефалит, денге, западнонилска треска и още няколко вируса причиняващи енцефалити при хора и животни.
Представителите на този под са с размери 40 – 65 nm и са симетрични, нуклеиновата киселина е от едноверижна РНК, съставена от около 10 000 – 11 000 елемента.
Тези вируси се предават посредством ухапване от насекоми преносители – предимно комари и по-рядко кърлежи. В повечето от заболяванията хората не са резервоар за вируса, а се заразяват по-скоро инцидентно. Това се дължи на слабата виремия, която възниква при заболяване. Единствено вирусите на денге и жълта треска намират подходящи условия за репликация и разпространение сред хората.
Макар и доста по-редки други начини на предаване на вирусите към здрави организми се наблюдава при консумация на трупове от болни животни, при бременност и кърмене, както и при кръвопреливане и донорство на органи.

## Видове
Род Flavivirus

### Вируси свекторкърлежи
Група причиняваща заболявания при бозайници:
- Gadgets Gully virus
- Kadam virus
- Kyasanur Forest disease virus
- Langat virus
- Omsk hemorrhagic fever virus
- Powassan virus
- Royal Farm virus
- Tick-borne encephalitis virus
- Louping ill virus

Група причиняваща заболявания при птици:
- Meaban virus
- Saumarez Reef virus
- Tyuleniy virus

### Вируси с вектор комари
Група Aroa virus:
- Aroa virus

Група Dengue virus:
- Dengue virus
- Kedougou virus

Група Japanese encephalitis virus:
- Cacipacore virus
- Koutango virus
- Japanese encephalitis virus
- Murray Valley encephalitis virus
- St. Louis Encephalitis
- Usutu virus
- West Nile virus
- Yaounde virus

Група Kokobera virus:
- Kokobera virus

Група Ntaya virus:
- Bagaza virus
- Ilheus virus
- Israel turkey meningoencephalomyelitis virus
- Ntaya virus
- Tembusu virus

Група Spondweni virus:
- Zika virus

Група Yellow fever virus:
- Banzi virus
- Bouboui virus
- Edge Hill virus
- Jugra virus
- Saboya virus
- Sepik virus
- Uganda S virus
- Wesselsbron virus
- Yellow fever virus

### Вируси с неизвестен вектор
Група Entebbe virus:
- Entebbe bat virus
- Yokose virus

Група Modoc virus:
- Apoi virus
- Cowbone Ridge virus
- Jutiapa virus
- Modoc virus
- Sal Vieja virus
- San Perlita virus

Група Rio Bravo virus:
- Bukalasa bat virus
- Carey Island virus
- Dakar bat virus
- Montana myotis leukoencephalitis virus
- Phnom Penh bat virus
- Rio Bravo virus